# Most kolejowy w Jastrowiu
Most kolejowy w Jastrowiu, nazywany potocznie wysadzonym mostem – most nad Gwdą w Jastrowiu, w województwie wielkopolskim. Powstał w 1914 r. Przebiegała po nim zlikwidowana linia kolejowa Jastrowie – Węgierce. Został zniszczony w 1945 r.

## Historia

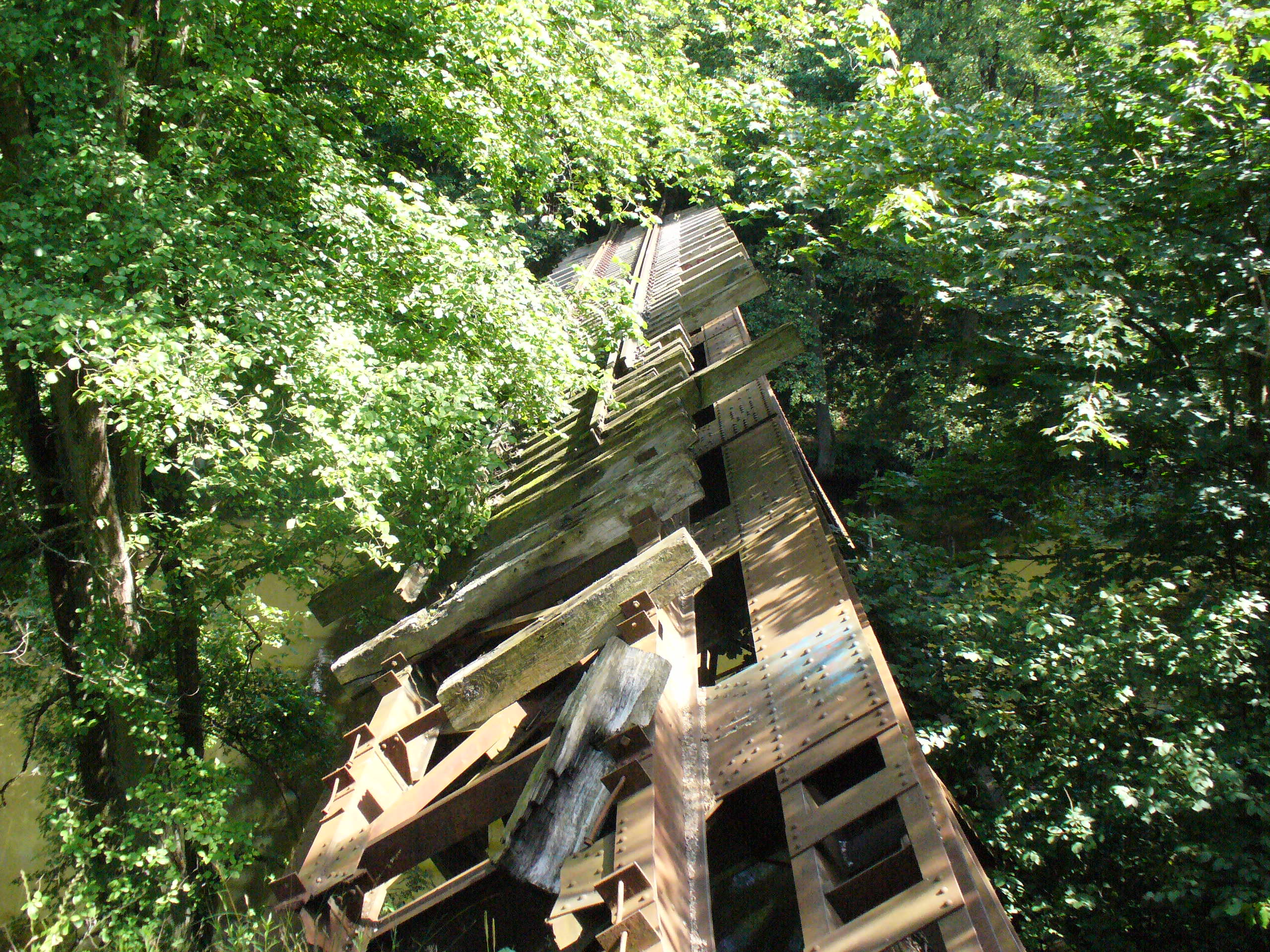
Zniszczony tor kolejowy na moście

Most zbudowano w 1914 r. na potrzeby linii kolejowej Jastrowie – Węgierce. Konstrukcję wykonała szczecińska firma „J.Gollnow u. Sohn”. Na betonowych przyczółkach osadzono paraboliczne przęsło, składające się z dwóch dźwigarów kratownicowych o rozstawie 3,6 m i wysokości 4,8 m. Całkowita długość mostu wynosiła ok. 60 m, szerokość 4 m, a rozpiętość między podporami ok. 40 m. Tor był ułożony na mostownicach.
Most został zniszczony w trakcie walk o Jastrowie. 31 stycznia 1945 roku o godz. 15:55 wysadziły go wycofujące się oddziały 15 Dywizji Grenadierów SS. Z powodu braku odpowiedniej ilości ładunków przęsło mostu kolejowego jedynie zsunęło się z przyczółków, a pobliski most drogowy przetrwał próbę wysadzenia.
Po wojnie linia kolejowa została rozebrana, ale ze względu na problemy techniczne zrezygnowano z demontażu konstrukcji mostu i pozostawiono ją na zniszczonych przyczółkach.